# Autostrade in Danimarca

Autostrade in Danimarca

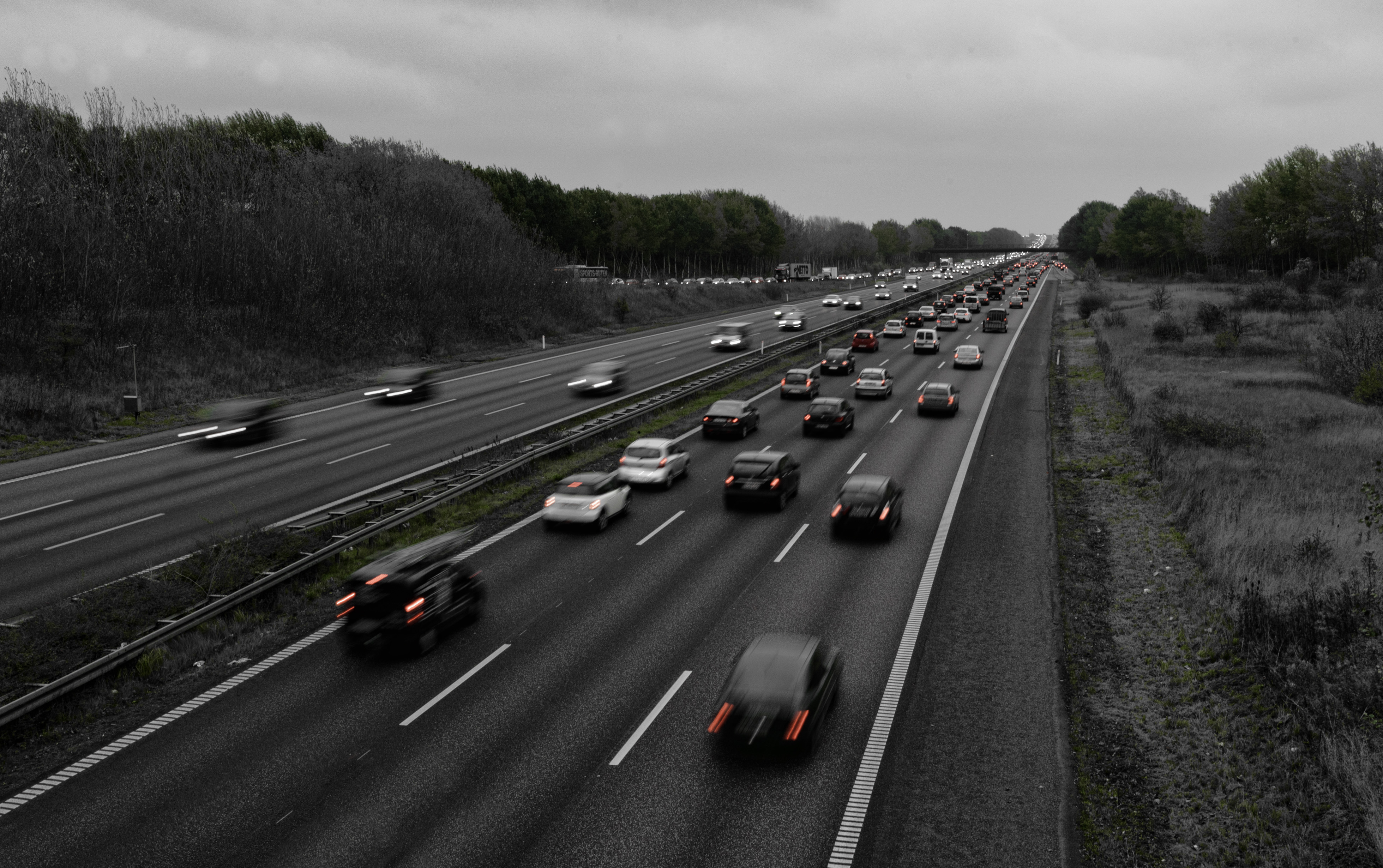
Traffico del mattino sulla E20, presso Copenaghen.

Segnale autostradale

Ci sono oltre 1000 km di autostrade in Danimarca. La prima aprì nel 1956 col nome di Hørsholmvejen, oggi chiamata Helsingørmotorvejen e numerata come E47.

## Lista
Jutland
- E45, Frederikshavnmotorvejen (Nørresundby - Frederikshavn)
- E39, Hirtshalsmotorvejen (Nørresundby - Hirtshals)
- P11, Thistedgrenen (Nørresundby – Høvejen)
- Nørresundbygrenen Nordjyske Motorvej (exit 22 Hjørringvej)
- Kridtsvinget Nordjyske Motorvej (exit 23 – Østre Allé)
- Ådalsmotorvejen Nordjyske Motorvej (exit 27 – Sønderbro)
- Mariendalsmøllemotorvejen Nordjyske Motorvej (exit 28 – Hobrovej)
- E45, Nordjyske Motorvej (Aarhus - Aalborg)
- E45,  E20, Østjyske Motorvej (Ponte del Piccolo Belt - Aarhus)
- 501 Aarhus Syd Motorvejen (Aarhus Syd – Viby J)
- P15, 502 Messemotorvejen (Herning Ø - Sinding)
- P15, Herningmotorvejen (Aarhus - Herning)
- P15, Silkeborgmotorvejen (Låsby - Funder)
- P15, Djurslandmotorvejen (Aarhus - Løgten)
- P18, Holstebromotorvejen (Sinding - Holstebro N)
- P18, Midtjyske Motorvej (Vejle N - Herning N)

- E20, Esbjergmotorvejen (Kolding - Esbjerg)
- E20, Tavlovmotorvejen (Kolding - Fredericia)
- E45,  E20, Sønderjyske Motorvej (Skærup - Padborg)
- P8, Sønderborgmotorvejen (Kliplev - Sønderborg)

Fionia
- E20, Fynske Motorvej (Ponte del Piccolo Belt - Collegamento fisso del Grande Belt)
- P9, Svendborgmotorvejen (Odense - Svendborg)

Selandia / Lolland-Falster 
- E55,  E47,  P19, Helsingørmotorvejen (Copenaghen - Helsingør)
- 201 Lyngbymotorvejen Kgs. Lyngby – Virum
- P16, Hillerødmotorvejen (Copenaghen - Allerød)
- E47,  E55, Motorring 3 (Avedøre - Kgs Lyngby)
- P17, Frederikssundmotorvejen  (Rødovre - Tværvej N)
- PO4, Motorring 4 (Ballerup - Ishøj)
- P21, Holbækmotorvejen (Copenaghen - Holbæk)
- P23, Kalundborgmotorvejen (Elverdam - Dramstrup)
- E20, Øresundsmotorvejen (uscita 20 - Øresundsbroen)
- E20, Amagermotorvejen (Avedøre - uscita 20)
- E20,  E47,  E55, Køge Bugt Motorvejen (Avedøre - Køge)
- E20, Vestmotorvejen (Køge - Collegamento fisso del Grande Belt)
- E47,  E55, Sydmotorvejen (Køge - Rødbyhavn)

### Autostrade in costruzione
- E45, Østjyske Motorvej (Aarhus S - Aarhus N) (allargamento da 4 a 6 corsie) (2027)
- E45, Østjyske Motorvej (Vejle N - Skanderborg S) (allargamento da 4 a 6 corsie) (2027)
- P16, Hillerødmotorvejen (Allerød S – Hillerød N) (2027)
- P23, Kalundborgmotorvejen (Dramstrup - Kalundborg) (2028)
- E47, Tunnel del Fehmarn Belt (Rødbyhavn - Puttgarden) (2029)

### Autostrade in progetto
- E20,  E45, Tavlovmotorvejen (Kolding V - Svincolo autostradale Kolding) (allargamento da 4 a 6 corsie) (valutazione impatto ambientale) (2028)
- P16, Hillerødmotorvejen (Motorring 3 – Ring 4) (allargamento da 4 a 6 corsie) (studio di fattibilità) (2028)
- E20, Amagermotorvejen (Avedøre – Øresundsmotorvejen) (allargamento da 6 a 8 corsie) (studio di fattibilità) (2029)
- E20, Øresundsmotorvejen (20 København C – 17 Lufthavn V) (allargamento da 4 a 6 corsie) (studio di fattibilità) (2029)
- E20, Fynske Motorvej (Odense V - Odense SØ) (allargamento da 4 a 6 corsie) (valutazione impatto ambientale) (2030)
- P54, Næstvedmotorvejen (Næstved - Rønnede) (valutazione impatto ambientale) (2031)
- P18, Midtjyske Motorvej (Herning N – Sinding) (valutazione impatto ambientale) (2031)
- PO4, Motorring 4 (Ishøj – Vallensbæk) (allargamento da 6 a 8 corsie) (studio di fattibilità) (2031)
- P17, Frederikssundmotorvejen (Tværvej N - Frederikssund S) (valutazione impatto ambientale) (2032)
- P13, Hærvejsmotorvejen (Løvel – Klode Mølle) (valutazione impatto ambientale) (2032)
- P13, P30 Hærvejsmotorvejen (Give – Billund V) (valutazione impatto ambientale) (2032)
- P16, Hillerødmotorvejen (Ring 4 – Farum) (allargamento da 4 a 6 corsie) (studio di fattibilità) (2033)
- E39, Limfjordsforbindelse (Aalborg S - Aalborg N) (valutazione impatto ambientale) (2034)
- E45, Østjyske Motorvej (Aarhus N - Randers N) (allargamento da 4 a 6 corsie)
- E47,  P19, (Helsingørmotorvejen) (Isterød - Hørsholm S) (valutazione impatto ambientale)
- P13, Hærvejsmotorvejen (Haderslev – Billund V) (valutazione impatto ambientale)
- P13, Hærvejsmotorvejen (Hobro – Løvel – Klode Mølle – Give) (studio di fattibilità)
- P15, Messemotorvejen (Herning V – Snejbjerg) (valutazione impatto ambientale)
- P26, Viborgmotorvejen (Aarhus – Hammel) (valutazione impatto ambientale)
- P21, Holbækmotorvejen (Ring 4 – Roskilde) (studio di fattibilità)
- PO5, Motorring 5 (Køge - Frederikssundmotorvejen)